# Cycais gracilis
Cycais gracilis is een spinnensoort uit de familie van de loopspinnen (Corinnidae).
De wetenschappelijke naam van de soort werd in 1879 gepubliceerd door Ferdinand Karsch.